# Ukrzaliznycja

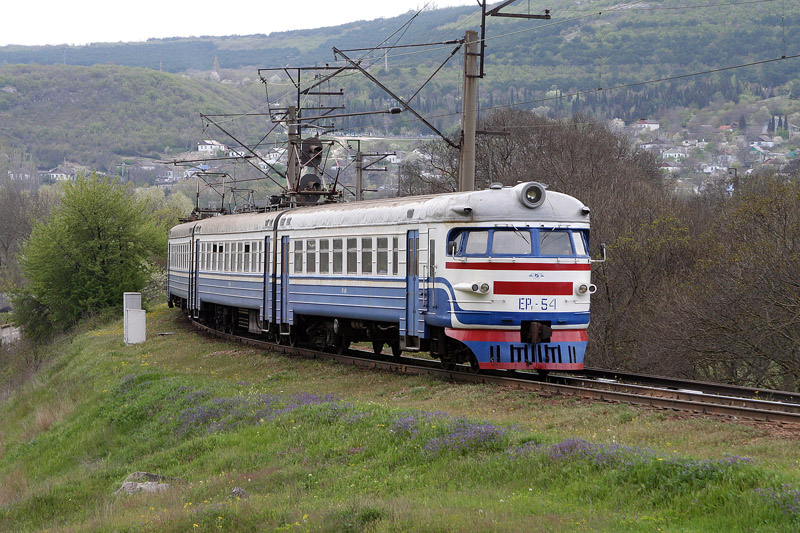
Elektrická jednotka ER-1 je typickým vozidlem pro příměstské vlaky. Trať Simferopol – Sevastopol.

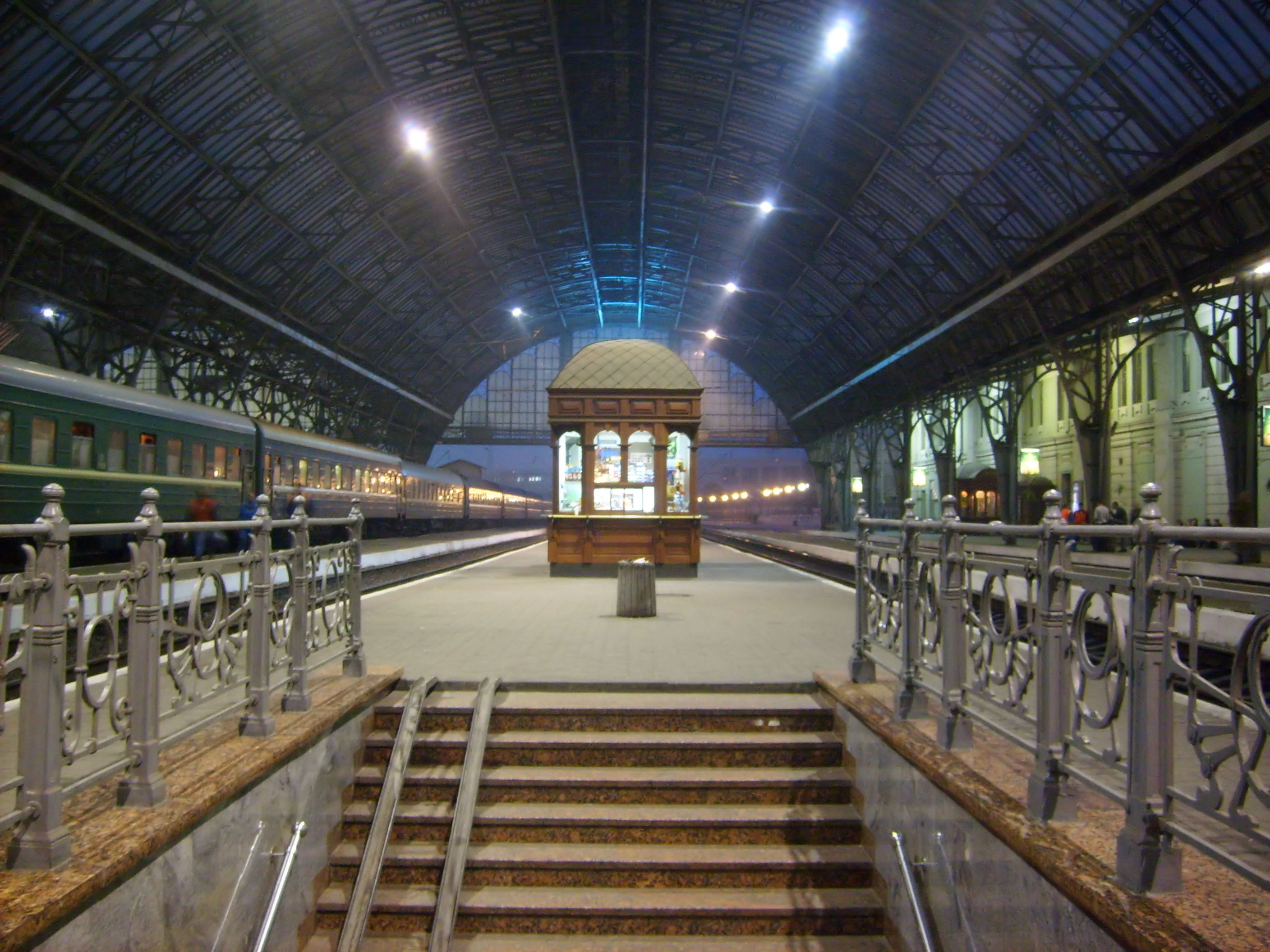
Hlavní nádraží ve Lvově.

Ukrzaliznycja (ukrajinsky Укрзалізниця; plným názvem Державна адміністрація залізничного транспорту України / Deržavna administracija zaliznyčnoho transportu Ukrajiny) (VKM: UZ) je monopolní, státem vlastněná společnost provozující železniční dopravu na Ukrajině.
Ukrzaliznycja je s 375 000 zaměstnanci jedním z největších podniků v zemi. Generálním ředitelem byl od ledna 2008 Mychajlo Kosťuk. Společnost vznikla roku 1991, kdy se se Sovětským svazem rozpadly také sovětské železnice. Společnost se dále člení na šest částí (názvy pocházejí ze sovětské doby, kdy byl např. Kyjev na jihozápadě SSSR):
- Doněcká dráha (Донецька залізниця), sídlo – Lyman
- Lvovská dráha (Львівська залізниця) – Lvov
- Oděská dráha (Одеська залізниця) – Oděsa
- Jižní dráha (Південна залізниця) – Charkiv
- Jihozápadní dráha (Південно-Західна залізниця) – Kyjev
- Podněperská dráha (Придніпровська залізниця) – Dnipro

## Železniční síť
Ukrajinská železniční síť je relativně hustá, měří 22 300 km, z toho 9169  km je elektrifikovaných. V současnosti probíhá elektrifikace zejména v okolí Poltavy. Nejhustší síť má Halič a Donbas. Tratě mají stejně jako v Rusku široký rozchod 1520 mm.
V provozu je 1684 železničních stanic. Hlavními železniční uzly jsou kromě největších měst také: Čop, Stryj, Kovel, Šepetivka, Žmerynka, Korosteň, Fastiv, Smila, Bachmač, Pomična, Synelnykove, Horlivka, Džankoj.